# Бернатек, Матеуш
Матеуш Бернатек (родился 12 января 1994 года) — польский борец греко-римского стиля. Серебряный медалист  Чемпионата мира по борьбе 2017 года в весовой категории до 66 кг. Чемпион Европы среди юниоров 2013 года  и третий в 2014 году. Чемпион Европы U-23 2016 года. Чемпион Польши 2015 года, второй в 2016 году.
На чемпионате Европы по борьбе 2021 года, который проходил в Варшаве, польский спортсмен в весовой категории до 67 кг, сумел завоевать серебряную медаль, уступив в финале Мате Немешу.